# Valkyrien af Höganäs
Valkyrien af Höganäs är en galeas, som byggdes som ålkvase år 1935 av Nyborg Skibs- og Baadebyggeri (C Jensen & Sønner) i Nyborg i Danmark.
Hon fraktade levande fisk och ål i Danmark fram till slutet av 1980-talet och byggdes om till fritidsfartyg 1992–1995.  År 1998 övertogs hon av föreningen Kullens Skutseglare som har renoverat henne.

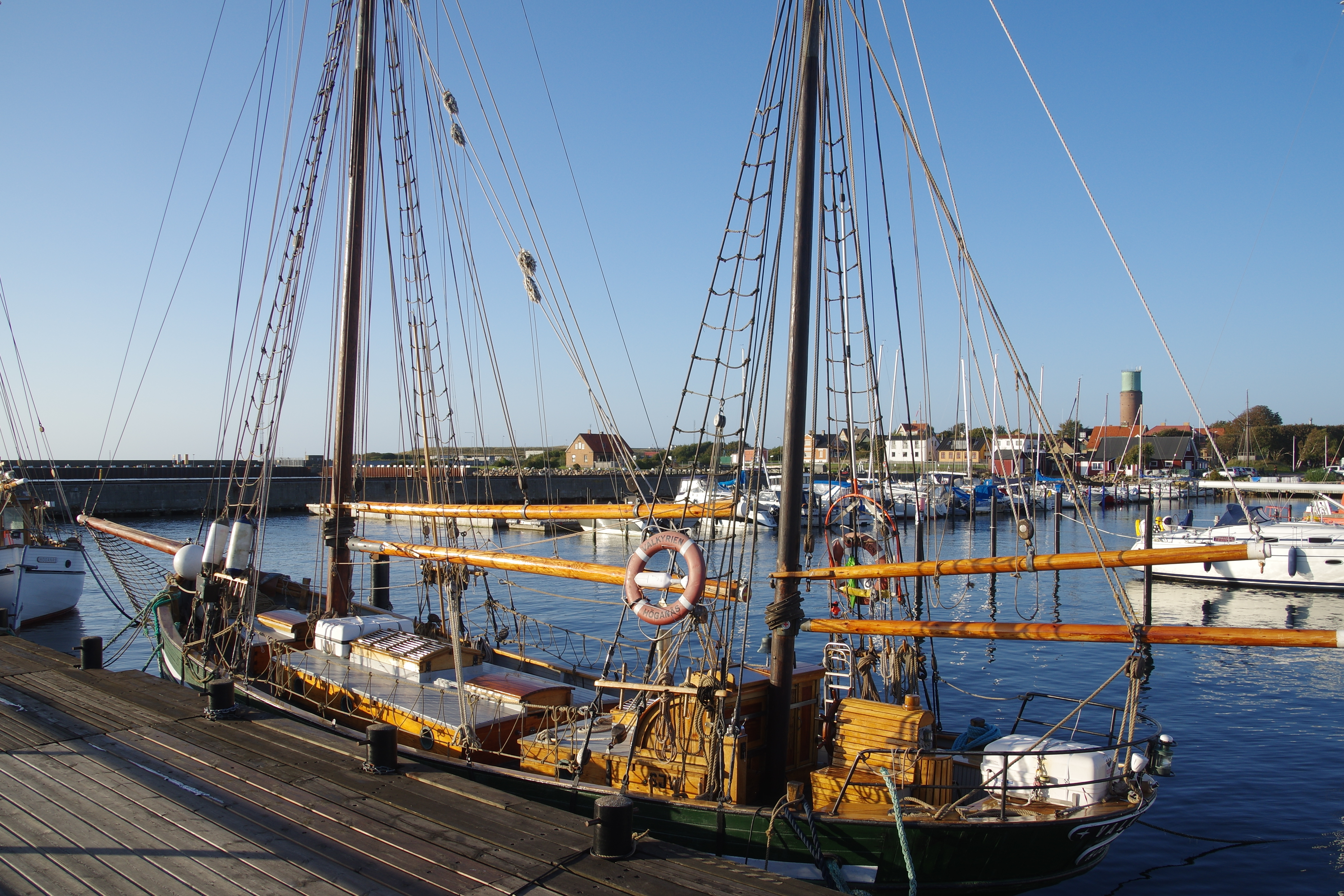
Valkyrien af Höganäs i Höganäs hamn, 2021.

Valkyrien af Höganäs seglar chartertrafik i skandinaviska farvatten och deltar i lokala  regattor som till exempel Hanse Sail. Hon har två master och ett fyra meter långt bogspröt och  för stor- och toppsegel från stormasten och mesan- och toppsegel från mesanmasten, samt fock och klyvare från förstagen. Den totala segelytan är 200 kvadratmeter.